# Monasa atra
Monasa atra là một loài chim trong họ Bucconidae.